# Wilhelm Heydorn
Heinrich Wilhelm Karl Eduard Heydorn (* 4. September 1873 in Neustadt/Holstein; † 27. Dezember 1958 in Hamburg) war ein evangelischer Theologe, Heilpraktiker und Lehrer.

## Biografie
Heydorn war der Sohn des Kreisbaumeisters und späteren Geheimen Baurats Wilhelm Peter Carl Heydorn (1839–1910) und dessen Frau Elise Maria Antoinette, geb. Feldmann (1848–1927). Sein Vater gehörte der evangelisch-lutherischen Kirche an, seine Mutter war streng gläubige Katholikin und strebte für ihren Sohn die katholische geistliche Laufbahn an. Wilhelm Heydorn, das dritte der sieben Kinder des Ehepaares, wurde evangelisch getauft, ließ sich aber nicht konfirmieren, sondern trat im Alter von 15 Jahren zur katholischen Kirche über und erhielt 1891 die Kommunion.
Im Dezember 1890 verließ er die Schule und bereitete sich – dem Wunsch seines Vaters entsprechend – in Berlin auf die Laufbahn des Offiziers vor. Er trat im Januar 1891 in das Infanterie-Regiment „Herzog von Holstein“ (Holsteinisches) Nr. 85 ein, besuchte die Kriegsschule Anklam, nahm an mehreren Manövern in Schleswig-Holstein teil und wurde 1898 zum Oberleutnant befördert. 1894/1895 erkrankte er schwer und konnte sich, da er in seiner geänderten leichteren Verwendung nicht der Präsenzpflicht unterlag, auf die Abiturprüfung vorbereiten, die er im März 1897 in Kiel ablegte. Von 1898 bis 1901 besuchte er die Kriegsakademie in Berlin, eine anschließende Aufnahme in den Generalstab blieb ihm aber verwehrt. Er schied 1902 aus gesundheitlichen Gründen als „Halbinvalide“ aus der Armee aus.
Januar 1900 war er in Horst erneut zur evangelischen Kirche übergetreten. An der Universität Kiel nahm er nach seinem Ausscheiden aus der Armee das Studium der evangelischen Theologie auf. Seine Ordination zum Pfarrer erfolgte am 29. Oktober 1905 in Schönkirchen/Holstein.
Nach der Veröffentlichung seiner 100 Thesen 1911 geriet er unter Druck seiner Vorgesetzten. Heydorn lehnte darin unter anderem die Spende der Sakramente ab, da nach seiner Ansicht Menschen nicht übernatürlich wirken können. Er sah zudem die Bibel als menschengemachtes Werk an und vertrat die Idee einer Weiterentwicklung des Glaubens. 1913 trat er in den Monistenbund ein. 1915 wurde ihm ein Verweis, 1918 eine scharfe Rüge durch die Kirchenleitung ausgesprochen. 1921 kam es zur Amtsenthebung. Dazu bei trug erheblich, dass er in Korrespondenz mit dem Stuttgarter Wilhelm Herrigel die vierte abrahamitische und jüngste Weltreligion, das Bahaitum, für sich entdeckt und begonnen hatte, diese Lehren zu verbreiten. Das Bahaitum kennt keine Priesterschaft. 1918 kam es erstmals persönlich zu einem Treffen mit Bahai Alma Knobloch und Margarethe Döring.
Deshalb studierte er 1921 bis 1923 an der Universität Hamburg Medizin und arbeitete bis 1926 als Heilpraktiker. Von 1926 bis 1928 studierte er für das Lehramt an Volksschulen und unterrichtete von 1928 bis 1933 als Hilfslehrer. Diese Tätigkeit setzte er auch nach 1933 fort. 1939 wurde Heydorn wegen der Verbreitung staatsfeindlicher Schriften zu einer Geldstrafe verurteilt. Nach Ende des Zweiten Weltkriegs gründete er 1946 den Menschheitsbund (das Bahaitum fördert die Einheit der Menschheit), der allerdings ohne politische Bedeutung blieb.
Heydorn hatte mit seiner Frau Dagmar Huesmann (1883–1982) drei Söhne, Richard Huesmann Wilhelm (1910–1943), Uwe Jens Theseus (1912–1973) und den Maler Volker Detlef (1920–2004). Von 1934 bis 1939 hatten Dagmar und Wilhelm Heydorn die Pflegelternschaft für Alexander Grothendieck (1928–2014), der später als Mathematiker bekannt wurde.

## Schriften
- Die 100 Thesen von Pastor Heydorn. Herausgegeben von Freunden des Verfassers. Verlag von Paul Schimmel, Breslau 1911.
- Nur Mensch sein. Lebenserinnerungen 1873–1958. Herausgegeben von Iris Groschek und Rainer Hering. Dölling & Galitz, Hamburg u a. 2002, ISBN 3-933374-23-5.